# 二条為遠
二条 為遠（にじょう ためとお）は、南北朝時代から室町時代にかけての公卿・歌人。二条為定の子。

## 略歴
貞治3年（1364年）に参議となる。応安2年（1369年）に権中納言となる。応安6年（1373年）に従二位となる。永和4年（1378年）に権大納言となる。
後光厳天皇に重用されて順調に出世をするが、関白二条良基に疎まれ、庶流の二条為重が後円融天皇・足利義満ら実力者に重用されるなど、次第に歌壇での立場が怪しくなった。
永和元年（1375年）、義満の推薦により『新後拾遺和歌集』の撰者に任ぜられたが、為遠の怠惰により作業が遅々として進まず度々義満より叱責を受けた。酒に溺れて未完のまま病没した。

## 系譜
- 父：二条為定（1293?-1360）
- 母：土御門禅尼
- 妻：不詳
  - 男子：二条為衡